# Woolam Peak
Der Woolam Peak ist ein kleiner Gipfel im westantarktischen Marie-Byrd-Land. Er ragt am südlichen Kraterrand des erloschenen Vulkans Mount Cumming in der Executive Committee Range auf.
Der United States Geological Survey kartierte den Berg anhand eigener Messungen und mithilfe von Trimetrogon-Luftaufnahmen der United States Navy zwischen 1958 und 1960. Das Advisory Committee on Antarctic Names benannte ihn 1962 nach dem US-amerikanischen Ionosphärenphysiker Alvis Edward Woolam Sr. (1933–2008), der 1959 auf der Byrd-Station tätig war.